# Ornixola
Ornixola is een geslacht van vlinders uit de familie mineermotten (Gracillariidae).
Het geslacht omvat één soort:
- Ornixola caudulatella (Zeller, 1839)